# بولوگاهاپیتیا
بولوگاهاپیتیا (به لاتین: Bulugahapitiya) یک منطقهٔ مسکونی در سری‌لانکا است که در استان ساباراگامووا واقع شده‌است.